# Nutzenschema der Nürnberger Schule

Nutzenschema das den Gesamtnutzen aufteilt in Grundnutzen und weitere psychologische Zusatznutzenfaktoren.

Ein in den Wirtschaftswissenschaften als klassisch zu bezeichnender Ansatz zur Beschreibung der Bedeutung von Konsumgütern für den Konsumenten ist das so genannte Nutzenschema der Nürnberger Schule nach Vershofen (1940). Zur Erklärung des Nutzens nimmt das Modell die basale Einteilung in Grundnutzen und Zusatznutzen vor. 
Wilhelm Vershofen (1878–1960), der oft als „Vater“ der Marktforschung in Europa bezeichnet wird, war u. a. Professor an der Handelshochschule Nürnberg und Mitbegründer der Gesellschaft für Konsumforschung (GfK). Er entwickelte eine Theorie, der zufolge Produkte einen bestimmten Nutzen für Konsumenten in sich bergen. Dieser Nutzen lässt sich seiner Meinung nach konzeptionell in verschiedene Anteile aufspalten (siehe Abbildung).
Auf der obersten Ebene unterscheidet Vershofen ‘stofflich-technischen Grundnutzen’ und ‘psychologischen Zusatznutzen’ voneinander. Den Zusatznutzen teilt er weiter auf in ‘Geltungsnutzen aus der Sozialsphäre’ und ‘Erbauungsnutzen aus der persönlichen Sphäre’. Erbauungsnutzen besteht nun wiederum aus ‘Schaffensfreude aus Leistung’ und ‘Zuversicht aus Wertung’, letztere setzt sich aus ‘Harmonie durch Ästhetik’ und ‘Ordnung durch Ethik’ zusammen. 
Zwar bleibt Vershofen in der Beschreibung der einzelnen Nutzenkategorien auf sehr abstrakter Ebene, seine grundlegende Unterscheidung zwischen Grund- und Zusatznutzen fand aber dennoch großen Anklang in der wirtschaftswissenschaftlichen Forschung und wird dort noch heute als gültig anerkannt. Sie wird deshalb im Folgenden kurz erläutert und am Beispiel eines Automobils veranschaulicht:
Laut Vershofen liegt der Nutzen von Konsumgütern auf der obersten Ebene zum einen in ihren stofflich-technischen, man könnte auch sagen „funktionalen“ Eigenschaften. Führt man sich diesen Grundnutzen eines Automobils vor Augen, so wäre damit die Möglichkeit gemeint, mit dessen Hilfe von A nach B zu gelangen. Auf der anderen Seite bieten Güter aber auch psychologischen Zusatznutzen, der mit den weiter unten liegenden Verzweigungen des Nutzenschemas begründbar ist: als „Geltungsnutzen“ im sozialen Umfeld wäre bei einem Automobil etwa Prestige zu nennen, individueller „Erbauungsnutzen“ könnte im Sinne von „Schaffensfreude“ das Erleben eigener Kompetenz beim Fahren sein, als Nutzen aus „Zuversicht“ bzw. „Wertung“ ist unter „Harmonie“ die Ästhetik des Automobil-Äußeren, unter „Ordnung“ die Verwirklichung eines evtl. persönlich empfundenen Rechtes auf Mobilität denkbar.